# Кантарелла
Кантарелла — отрута, якою нібито користувалися Борджії під час керування папи Олександра VI . Можливо, вона була ідентичною миш'яку, котрий підсипали у їжу або вино у формі «білого порошку з приємним смаком». Якщо ж вона й існувала, то не залишила слідів у творчості сучасних письменників.
Скоріш за все, «Кантареллою» звали саме порошок кантаридину, який добувався зі шпанських мушок і в малих кількостях використовувався як чоловічий афродизіак, втім у великих ставав отрутою.

## В масовій культурі
- Кантарелла (Картія ван Картен)[4] — також персонаж у літературній сазі Анджея Сапковського «Відьмак» та його адаптаціях, в тому числі гри «Відьмак 3: Дикий Гін»